# Elsenerbroek
Elsenerbroek is een buurtschap in de gemeente Hof van Twente in de Nederlandse provincie Overijssel. Het ligt in het noorden van de gemeente, twee kilometer ten noorden van Goor. De buurtschap had een eigen stopplaats aan de spoorlijn Neede - Hellendoorn: Stopplaats Elsenerbroek.
Hoofdplaats: Goor      Stadjes: Delden · Diepenheim

Dorpen: Bentelo · Hengevelde · Markelo

Buurtschappen: Achterhoek · Azelo (deels) · Beusbergen · De Ha · Deldenerbroek (deels) · Deldeneresch · Dijkerhoek · Elsen · Elsenerbroek · Herike · Kerspel Goor · Markelosebroek · Markvelde · Pothoek · Schoolbuurt · Stokkum · Wiene · Zeldam

Voormalige gemeenten: Diepenheim · Goor · Markelo · Delden (Stad · Ambt)

Overijssel · Steden en dorpen in Overijssel      Nederland · Provincies · Gemeenten